# Národní park Jošino-Kumano
Národní park Jošino-Kumano (japonsky: 吉野熊野国立公園, Jošino Kumano Kokuricu Kóen) je národní park v regionu Kansai na japonském ostrově Honšú. Založen byl 1. února 1936 a jeho rozloha činí 597,98 km². Od roku 2004 jsou některé jeho části zapsány na Seznamu světového dědictví UNESCO pod názvem Posvátná místa a poutní stezky v pohoří Kii.
Slavným místem pro pozorování rozkvétajících sakur je hora Jošino ležící v severní části parku.